# Anthony Edwards (attore)
Anthony Charles Edwards (Santa Barbara, 19 luglio 1962) è un attore statunitense.

## Biografia
È ultimo di cinque figli, ed è di origini inglesi, scozzesi, irlandesi, tedesche, spagnole e native messicane. Studente di recitazione alla University of Southern California, la lasciò quando gli furono offerti alcuni ruoli. Dapprima ebbe una particina in Fuori di testa (1982), come "Stoner Bud". Fu poi Gilbert Lowell, in La rivincita dei nerds (1984). Nel 1986 fu il copilota Nick "Goose" Bradshaw, in Top Gun (con Tom Cruise). Da allora divenne uno degli attori minori più richiesti. Dopo quel ruolo interpretò un malato terminale in Hawks (1988), con Timothy Dalton.
Tuttavia è noto soprattutto come Mark Greene, uno dei medici di E.R. - Medici in prima linea (dal 1994 al 2002). Al riguardo disse "di voler affrontare una sfida personale, ovvero interpretare un personaggio più intelligente di se stesso". Edwards è apparso anche in Zodiac, di David Fincher. Il film parla del Killer dello Zodiaco, un serial killer che terrorizzava San Francisco negli anni sessanta e settanta. Vince il Golden Globe per il miglior attore in una serie drammatica nel 1998.

### Vita privata
Precedentemente fidanzato con l'attrice Meg Ryan, è stato sposato dal 1994 al 2015 con la truccatrice Jeanine Lobell da cui ha avuto quattro figli: Bailey (1994), le gemelle Esme e Wallis (2000) e Poppy (2002). Successivamente si è fidanzato con l'attrice Mare Winningham.

## Filmografia

### Attore

#### Cinema
- Sono diversa... mi chiamo Big Zapper (Big Zapper), regia di Lindsay Shonteff (1973)
- Fuori di testa (Fast Times at Ridgemont High), regia di Amy Heckerling (1982)
- Il cuore come una ruota (Heart Like a Wheel), regia di Jonathan Kaplan (1983)
- Un liceo tutto matto (High School U.S.A.), regia di Rod Amateau (1983)
- La rivincita dei nerds (Revenge of the Nerds), regia di Jeff Kanew (1984)
- Sacco a pelo a tre piazze (The Sure Thing), regia di Rob Reiner (1985)
- Toccato! (Gotcha!), regia di Jeff Kanew (1985)
- Top Gun, regia di Tony Scott (1986)
- Brivido d'estate (Summer Heat), regia di Michie Gleason (1987)
- La rivincita dei nerds II (Revenge of the Nerds II: Nerds in Paradise), regia di Joe Roth (1987)
- Mr. North, regia di Danny Huston (1988)
- Hawks, regia di Robert Ellis Miller (1988)
- Soluzione finale (Miracle Mile), regia di Steve De Jarnatt (1988)
- Commissione d'esame (How I Got Into College), regia di Savage Steve Holland (1989)
- Pronti a tutto (Downtown), regia di Richard Benjamin (1990)
- Omicidi dal passato (Landslide), regia di Jean-Claude Lord (1992)
- Cimitero vivente 2 (Pet Sematary Two), regia di Mary Lambert (1992)
- I delitti di New Orleans (Delta Heat), regia di Michael Fischa (1992)
- Sexual Healing, regia di Howard Cushnir (1993)
- Il fantasma di Charlie (Charlie's Ghost Story), regia di Anthony Edwards (1994)
- Il cliente (The Client), regia di Joel Schumacher (1994)
- A sangue freddo (In Cold Blood), regia di Jonathan Kaplan (1996)
- Good Night, Gorilla, regia di Don Duga e di Irra Duga – cortometraggio (1998)
- Scherzi del cuore (Playing by Heart), regia di Willard Carroll (1998)
- Non per sport... ma per amore (Don't Go Breaking My Heart), regia di Willi Patterson (1999)
- The Island of the Skog, regia di Don Duga e di Irra Duga – cortometraggio (2000) - Narratore (voce)
- Jackpot, regia di Michael Polish (2001)
- Northfork, regia di Michael Polish (2003)
- Thunderbirds, regia di Jonathan Frakes (2004)
- The Forgotten, regia di Joseph Ruben (2004)
- Zodiac, regia di David Fincher (2007)
- Motherhood - Il bello di essere mamma (Motherhood), regia di Katherine Dieckamann (2009)
- Il primo amore non si scorda mai (Flipped), regia di Rob Reiner (2010)
- Planes, regia di Klay Hall (2013) – voce
- Experimenter, regia di Michael Almereyda (2015)

#### Televisione
- La strana morte di Randy Webster (The Killing of Randy Webster), regia di Sam Wanamaker – film TV (1981)
- Uno sceriffo contro tutti (Walking Tall) – serie TV, episodio 1x07 (1981)
- Quelli della pallottola spuntata (Police Squad!) – serie TV, episodio 1x01 (1982)
- Lui, lei e gli altri (It Takes Two) – serie TV, 22 episodi (1982-1983)
- For Love and Honor – serie TV, episodio 1x06 (1983)
- Call to Glory, regia di Thomas Carter – film TV (1984)
- In corsa per l'oro (Going for the Gold: The Bill Johnson Story), regia di Don Taylor – film TV (1985)
- El Diablo, regia di Peter Markle – film TV (1990)
- Hometown Boy Makes Good, regia di David Burton Morris – film TV (1990)
- The General Motors Playwrights Theater – serie TV, episodio 1x02 (1991)
- Un medico tra gli orsi (Northern Exposure) – serie TV, 10 episodi (1992-1993)
- E.R. - Medici in prima linea (ER) – serie TV, 181 episodi (1994-2002) - Dr. Mark Greene
- Cursed – serie TV, episodio 1x10 (2001)
- Frasier – serie TV, episodio 9x04 (2001)
- Zero Hour – serie TV, 13 episodi (2013)
- Blue Bloods – serie TV, episodio 6x07 (2015)
- Law & Order - Unità vittime speciali (Law & Order: Special Victims Unit) – serie TV, episodio 18x05 (2016)
- Billions – serie TV, 2 episodi (2016)
- Drew, regia di James Strong – film TV (2016)
- Law & Order True Crime – serie TV, 8 episodi (2017)
- Controversy, regia di Glenn Ficarra e John Requa – film TV (2017)
- Designated Survivor – serie TV, 10 episodi (2019)
- Tales of the Walking Dead – serie TV, episodio 1x04 (2022)
- WeCrashed – serie TV, 7 episodi (2022)
- Inventing Anna – miniserie TV (2022)

### Regista
- My Dead Boyfriend (2016)[2]

## Doppiatori italiani
Nelle versioni in italiano delle opere in cui ha recitato, Anthony Edwards è stato doppiato da:
- Gianni Bersanetti in Soluzione finale, E.R. - Medici in prima linea, Il fantasma di Charlie, A sangue freddo, Law & Order - Unità vittime speciali, Law & Order True Crime, Tales of the Walking Dead
- Vittorio Guerrieri in Sacco a pelo a tre piazze, Un medico tra gli orsi
- Mauro Gravina in Toccato!, Blue Bloods
- Oreste Baldini in Zodiac, Designated Survivor
- Riccardo Rossi ne La rivincita dei nerds
- Massimo Giuliani in Top Gun
- Massimo Rossi in Pronti a tutto
- Massimiliano Virgilii ne Il cliente
- Angelo Maggi in Zero Hour
- Danilo De Girolamo in Scherzi del cuore
- Luca Biagini in Non per sport... ma per amore
- Sergio Lucchetti in Thunderbirds
- Massimo Bitossi in The Forgotten
- Franco Mannella in Motherhood - Il bello di essere mamma
- Michele D'Anca in Billions
- Enzo Avolio in WeCrashed
- Roberto Stocchi in Inventing Anna

Da doppiatore è sostituito da:
- Stefano Alessandroni in Planes